# إليزابيث كونكورديا
إليزابيث كونكورديا (بالإنجليزية: Elizabeth Concordia)، هي الرئيسة التنفيذية ورئيسة جامعة كولورادو للصحة التي تعرف باسم يو سي هيلث. تدير كونكورديا من خلال منصبها هيئة مستشفى جامعة كولورادو، ونظام بودري فالي الصحي. استلمت في السابق منصب أول رئيسة تنفيذية لمستشفى المركز الطبي بجامعة بيتسبرغ، مستشفى شاديسايد المشيخي.
حصلت كونكورديا على بكالوريوس الآداب في الاقتصاد، واللغة الألمانية من جامعة ديوك، ودرجة الماجستير في إدارة العلوم الإدارية من جامعة جونز هوبكنز.

## روابط خارجية
- مقابلة بالفيديو مع إليزابيث كونكورديا حول الرعاية الصحية